# Blockchain

Blockchain:
eerste blok
hoofdketting
afsplitsingen of forks

Een blockchain, Nederlands: blokketen of blokkenketen, is een systeem voor het opslaan van gegevens in een keten van blokken gegevens, waarbij blokken niet kunnen worden gewijzigd. Blokken kunnen alleen aan het einde van de keten worden toegevoegd. Een blok bevat vaak een aantal transacties, die het resultaat zijn van uitgezonden transactieverzoeken en -opdrachten. Voor de actuele status van een gegeven in een blok moeten alle volgende blokken in aanmerking worden genomen, omdat die wijzigingen kunnen bevatten, voor zover die naar hun aard mogelijk zijn.
Iemands bezit van een bedrag aan cryptogeld op een blockchain ontstaat doordat deze persoon of iemand anders dit overmaakt, al of niet in combinatie met het wisselen van gewoon geld of ander cryptogeld in het betreffende cryptogeld. Dit wordt een transactie-output genoemd. Dit wordt in een ander blok opgeslagen. Als de bezitter dit uitgeeft of omwisselt wordt dit ook weer geregistreerd in een nieuw blok, waarbij de eerdere registratie van het bezit niet veranderd kan worden, maar geen bezit meer vertegenwoordigt. Bij de uitvoering van een transactie wordt namelijk aan de hand van alle volgende blokken gecontroleerd of het bedrag nog niet eerder is uitgegeven.
De data kunnen ook eigendomsaktes, afspraken, persoonlijke berichten of andere gegevens bevatten. Het bijzondere aan de blockchain is dat dit mogelijk is zonder centrale autoriteit waardoor het vervalsen van de vastgelegde gegevens niet mogelijk is door één centraal punt te corrumperen. Bekende implementaties van de blockchain zijn Bitcoin met cryptovaluta bitcoin BTC en Ethereum met cryptovaluta ether ETH.
Het is een te controleren systeem waarbij opeenvolgende blokken aan elkaar gerelateerd moeten zijn, zodanig dat behalve verlengen alleen vertakken van de keten praktisch mogelijk is. Het is niet mogelijk dat twee takken weer bij elkaar komen. De paarse blokken in de figuur zijn afsplitsingen van de hoofdketting en kunnen daar nooit weer op aansluiten. Het ontwerp van een blockchain is een voorbeeld van security by design en gedecentraliseerde consensus.
Mogelijke digitale bezittingen op een blockchain zijn het cryptogeld in de eigen cryptovaluta, overige niet-unieke tokens en non-fungible tokens.

## Werking

Schematisch overzicht van de blockchain van onder meer bitcoin. Bovenaan staan drie block headers. Blok 11 wordt schematisch in zijn geheel getoond. De verschillende gegevens worden vastgelegd maar ook de hash van de gegevens (Tx_root in het plaatje) en dit wordt een hash-boom of Merkle tree genoemd.

De data wordt opgeslagen in zogenaamde blokken, dat zijn lijsten met transacties of andere gegevens. Het blok wordt afgesloten met de hash van alle gegevens in het betreffende blok. In het volgende blok wordt de hash van het voorgaande blok opgenomen waardoor de blokken naar elkaar verwijzen en er een chain, een ketting ontstaat. Elk blok is daarmee als volgt opgebouwd:
- De hash van het voorgaande blok.[3] Alleen het oudste blok van de chain, het Genesis block, bevat deze niet.
- Toegevoegde records met gegevens. Deze records kunnen door verschillende gebruikers worden toegevoegd. Om te controleren of een bepaald gegeven inderdaad door een bepaalde gebruiker is aangeleverd is deze voorzien van een digitale handtekening die alleen door deze gebruiker kan worden gegenereerd, maar door iedereen geverifieerd.
- De hash van het geheel. Deze dient als een soort serienummer.

Om de zoveel tijd wordt een nieuw blok gegenereerd, dit wordt minen genoemd. Nadat een nieuw blok is gemaakt moet het nog door alle deelnemers op het netwerk, de nodes worden geaccepteerd. Op deze manier ontstaat een soort database waarvan alle nodes de legitimiteit kunnen controleren. Een nieuw blok wordt alleen geaccepteerd als het de hash van het laatste blok bevat en bij alle gegevens een juiste elektronische handtekening staat. Soms zijn extra verificaties nodig, bijvoorbeeld bij financiële transacties waarbij iemand voldoende saldo moet hebben voordat deze een transactie mag doen. Een blok is pas legitiem als de meerderheid van de nodes het heeft geaccepteerd.
Er ontstaat soms onenigheid, bijvoorbeeld als twee nodes tegelijk een nieuw blok hebben gemaakt en de overige nodes voor een deel het ene en voor een deel het andere blok accepteren. Dit wordt een fork genoemd en is bijna altijd tijdelijk van aard. Beide blokken zijn legitiem waardoor er tijdelijk twee versies van de waarheid bestaan. Na verloop van tijd ontstaat er toch weer consensus en wordt de ene versie van de waarheid geaccepteerd en de andere vergeten. Een harde fork ontstaat wanneer twee ketens permanent naast elkaar blijven bestaan. Dit komt alleen voor wanneer een deel van het netwerk besluit om op een nieuwe versie van de software over te stappen, met aangepaste regels, terwijl een ander deel bij de oude versie blijft. Vanaf dat moment kunnen beide groepen elkaars blokken niet meer accepteren. Zo ontstond in 2016 Ethereum Classic als afsplitsing van Ethereum.
Een blockchain werkt dus als een gedistribueerde database waarbij alle nodes die actief zijn een kopie bijhouden en elkaar controleren. Het is niet mogelijk om aanpassingen te doen in eerder gegenereerde blokken omdat daarmee de hash van het aangepaste blok ook verandert. Aangezien de blokken door de hash met elkaar zijn verbonden wordt de keten doorbroken. Wanneer een blok wordt aangepast, zullen alle blokken die daarna zijn gegenereerd ook moeten worden aangepast om zo een nieuwe keten te creëren. Omdat er meer nodes zijn, kan dit soort problemen worden gedetecteerd en opgelost door de aanpassingen stop te zetten, of de node die deze gegevens verzendt te negeren. Dit systeem zorgt voor de integriteit die de blockchain biedt.

## Varianten
Een blockchain kan openbaar zijn, wat vaak samengaat met de mogelijkheid voor iedereen om als node op te treden. Dit vergt speciale voorzieningen om bescherming te bieden tegen manipulatie en vervalsing, zoals het veelgebruikte systeem proof of work. Dit is onder meer van toepassing bij Bitcoin en Ethereum. In plaats van het maken van een blok wordt dan ook wel gesproken van het vinden ervan, refererend aan de proof of work, die meestal het meeste werk is. Een gevaar ontstaat wanneer één speler meer dan 50% van de nodes onder beheer heeft en een blok aanbiedt met foutieve of frauduleuze gegevens. Deze speler kan dan toch consensus forceren en het blok geaccepteerd krijgen.
Een blockchain kan ook besloten zijn, waarbij een autoriteit of vaste regels bepalen wie node is of kan worden. Een hybride vorm kan ook, waarbij bijvoorbeeld de gegevens openbaar zijn, maar er slechts een beperkt aantal nodes en/of miners wordt aangewezen.
Een consortiumblockchain is bedoeld voor een specifieke samenwerking tussen verschillende spelers, een consortium. Hierbij dient de blockchain als database, waarin men kan samenwerken en gegevens delen, maar niemand de gegevens kan manipuleren of valse gegevens opvoeren. Bij een consortiumblockchain zijn de gegevens alleen inzichtelijk voor de leden van het consortium. Vaak wordt ervoor gekozen om slechts één miner aan te wijzen.
Verder kunnen per toepassing andere regels gelden die aangeven hoe de gegevens in blokken worden verwerkt.

## Mining
Het genereren van een nieuw blok met gegevens wordt mining (Engels voor delven) genoemd en de node die zich hiermee bezighoudt wordt miner genoemd. Binnen een besloten blockchain, waar vaak allerlei regels gelden, kan bijvoorbeeld één node als miner worden aangewezen zodat de rest van de nodes de gegevens alleen maar controleren. Ook kunnen de nodes bij toerbeurt als miner optreden. Bij een openbare blockchain, waar in principe iedereen een node kan opstarten en zich als miner kan aanbieden, ligt dit gecompliceerder. Om steeds nieuwe blokken te laten genereren en daarmee de blockchain te doen blijven functioneren, is een beloningssysteem nodig dat het interessant houdt voor deelnemers om hier hun rekenkracht voor ter beschikking te stellen. Bij openbare cryptovaluta wordt er vaak voor gekozen om transactiekosten, die met de transacties van het betreffende blok gemoeid zijn, toe te kennen aan de node die deze gegenereerd heeft. Tegelijkertijd kan de miner ook beloond worden door voor elk gevonden blok een vaste hoeveelheid van de cryptovaluta aan deze toe te kennen. Op deze manier wordt de hoeveelheid van de betreffende valuta groter en is het voor de eigenaar van een node financieel interessant om zich hiermee bezig te houden. Hier doet zich echter een probleem voor, omdat dan vele spelers als miner zullen willen optreden en het lastig wordt om te bepalen welke van de vele gegenereerde blokken nu als volgende gekozen moet worden. Om dit op te lossen zijn verschillende consensusvarianten ontwikkeld.
Eens in de 10 minuten wordt een bitcoinblok gevonden, en eens in de 12 tot 15 seconden een ethereumblok. De vaste, ingebouwde beloning is BTC 6,25, maar dit halveert eens in de vier jaar, en ETH 2.

## Consensusvarianten
Om het probleem van dubbele uitgaven te voorkomen, worden gecentraliseerde en gedecentraliseerde oplossingen gebruikt. Bij een gecentraliseerde oplossing controleert een vertrouwde derde partij op internet of het token al  uitgegeven is en op deze manier wordt het voorkomen van dubbel uitgeven geïmplementeerd. Het gedecentraliseerde systeem maakt gebruik van transactiebevestigingsalgoritmen waarmee de gegevens gesynchroniseerd kunnen worden. De meest bekende zijn: proof-of-work, proof-of-stake en proof-of-authority.
- Proof of work: dit is de bekendste en die wordt gebruikt door Bitcoin, Zcash en Monero. Met opzet worden aan het blok eisen gesteld waardoor de gezamenlijke miners zeer veel rekenwerk moeten verrichten om een blok te vinden dat aan die eisen voldoet. Door dit systeem zijn malversaties van miners niet lonend zolang er geen meerderheid is (qua rekenkracht) die samenspant (wat een 51%-aanval wordt genoemd). Vaak moet aan het voorlopige blok een getal (een nonce) toegevoegd worden dat ervoor zorgt dat de totale hash van het blok met een bepaald aantal nullen (voorloopnullen) begint. Een correcte nonce kan alleen door vele malen proberen worden ontdekt (brute force), waardoor bij elkaar zeer veel computers continu aan het rekenen zijn. Wanneer een correct blok bekend gemaakt is, dan is het voor de andere miners niet meer lucratief om door te zoeken naar een eigen versie van het volgende blok, en zullen deze trachten een nieuw blok te genereren, dat voortborduurt op het bekendgemaakte blok. Om de bloktijd (de snelheid waarmee steeds een nieuw blok ontstaat) constant te houden, wordt het aantal voorloopnullen eens in de zoveel tijd bijgesteld. Gegeven een bepaalde rekenkracht is het een kwestie van geluk om snel zo'n blok te vinden, dus met een beperkte rekenkracht maakt men toch een evenredige kans. Er zijn ook miningpools actief op internet waar mensen steeds samen voor hun gezamenlijke blok kunnen zoeken naar een completering die aan de eisen voldoet, door de gezamenlijke rekenkracht van hun computers in te zetten. In plaats van een kleine kans op een grote beloning heeft men dan een grotere kans op een deel ervan. De kritiek op proof of work is dat dit erg veel energie kost. Er is overigens geen eenduidig systeem hoe dit energieverbruik qua verantwoordelijkheid is toe te rekenen aan individuele transacties en/of individueel bezit van de cryptovaluta of tokens, bijvoorbeeld of het gaat om bezit of transacties, en of iemand die een grote transactie verricht meer verantwoordelijk is voor het energieverbruik dan iemand die een kleine transactie verricht. De Zweed Erik Thedéen, vicevoorzitter van de Europese Autoriteit voor effecten en markten (ESMA), heeft de EU opgeroepen tot een verbod op proof of work cryptomining. De reden is het grote energieverbruik, ook als het groene energie betreft.[13]
- Proof of stake: deze is minder bekend en wordt gebruikt door Ethereum, Cardano, EOS.IO, Steem en Tezos. Dit is een methode waarbij miners zich aanbieden en de eerstvolgende miner wordt uitgekozen door een combinatie van rijkdom (of inzet), ouderdom van de portefeuille en kans. Het gaat er hierbij om dat de volgende miner ofwel het grootste belang heeft om een correct blok te genereren of zelfs het meest te verliezen heeft bij het aanbieden van een foutief block.
- Proof of authority: hierbij worden zogenaamde validators aangesteld. Dit zijn nodes die controleren of een blok valide is. Dit gaat wel ten koste van het decentrale karakter van de blockchain aangezien het aanwijzen van validators van buitenaf wordt uitgevoerd. Het is daarom meer geschikt voor besloten blockchains.
- Proof of space:  deze is vergelijkbaar met proof of work, maar gebruikt opslagruimte in plaats van rekenkracht. In plaats van te blijven rekenen tot het blok gegenereerd is, worden willekeurige oplossingen gegenereerd die worden opgeslagen op de opslagruimte. Vervolgens worden alle gegenereerde blokken vergeleken met de puzzel.

## Smart contracts
Door de decentrale opzet van de blockchaintechnologie is deze ook interessant voor het implementeren van smart contracts (slimme contracten). Een smart contract is een computerprogramma dat (eventueel zelfstandig) een voorgedefinieerde opdracht kan uitvoeren op het moment dat zich bepaalde condities voordoen. Smart contracts hebben een eigen database waarin ze hun data bijhouden.
Ethereum is vanaf het begin ontworpen om smart contracts op te kunnen plaatsen. Deze kunnen zelf een bedrag aan ethers ontvangen en weer uitgeven en de gebruikte programmeertaal, Solidity, is Turingvolledig. Later kwam ook Bitcoin met de mogelijkheid voor smart contracts met de taal Simplicity.
Zo'n smart contract kan bijvoorbeeld gebruikt worden voor een waardeoverdracht. In dit geval kan de verkoper van een eigendomscertificaat (bijvoorbeeld van een huis) dit certificaat overdragen aan het smart contract en de koper maakt het bedrag in de betreffende coins hiernaar over. Als beide zijn overgedragen en een eventuele bedenkingstermijn zijn verstreken dan wordt het certificaat aan de koper overgedragen en de coins aan de verkoper. Bedenkt een van de partijen zich nog voor het verstrijken van de termijn, wordt er niet genoeg geld overgemaakt of wordt het certificaat niet aan het contract overgedragen dan gaat de transactie niet door en krijgt de verkoper het certificaat weer terug en de koper het ingelegde bedrag weer terug.
Smart contracts kunnen voor meer toepassingen gebruikt worden, zoals voor loterijen, het vastleggen van gegevens, het uitbrengen van een nieuwe coin of initial coin offering (ICO).
Een gevaar van smart contracts is dat deze voor iedereen toegankelijk zijn en daarmee interessant zijn voor hackers. De blockchain zelf is weliswaar niet te hacken, maar dat geldt niet voor de afzonderlijke smart contracts. Elke functie van het contract moet dus zo geprogrammeerd zijn, dat deze alleen aangeroepen kan worden vanaf het account dat daartoe bevoegd is. Daarnaast is de data in smart contracts ook openbaar en voor iedereen te lezen. Dit laatste kan omzeild worden door alleen versleutelde data op te slaan.

## Toepassingen
Blockchaintechnologie ligt aan de basis van munteenheden voor cryptogeld zoals de bitcoin, maar er zijn ook andere toepassingen in gebruik of in onderzoek. Een voorbeeld is het R3-consortium van financiële instellingen, dat de mogelijkheid onderzoekt transacties door middel van een blockchain uit te voeren. De gegevens zijn daarbij niet openbaar en er wordt geen eigen munteenheid gebruikt.
Zoals een blockchain de overdracht van bedragen in eigen munteenheden als transacties vastlegt, met daaruit steeds af te leiden het bij een cryptogeldadres behorende bezit, zou één blockchain ook transacties in allerlei verschillende valuta, effecten en goederen kunnen vastleggen. Het object van een transactie hoeft namelijk niet in een getal uit te drukken te zijn (zoals aantal bitcoins waarbij bijv. het ene bedrag van 3 bitcoin gelijkwaardig is aan het andere van 3 bitcoin), maar kan ook bestaan uit een hoeveelheid en een soort, of zelfs iets unieks zoals een bepaald huis, of een bepaalde zitplaats voor een bepaalde voorstelling. Men spreekt in dit verband wel van colored coins. In één transactie zouden ook de overdracht van het goed en de omgekeerde overdracht van de koopsom kunnen worden vastgelegd. EPOBC is een van de manieren om colored-cointransacties te coderen in de bitcoin-blockchain.
Blockchaintechnologie kan gebruikt worden voor het transparant maken en automatiseren van de productieketens en logistiek. Hierbij plaatsen verschillende spelers in een keten hun informatie op een blockchain, waarmee de voortgang of juist herkomst van een product of proces inzichtelijk wordt gemaakt. Dit is ook waardevol wanneer je als consument wilt weten waar bijvoorbeeld jouw zojuist gekochte fruit of koffie vandaan komt.
Soms wordt een blockchain mede gebruikt voor een ander doel dan waarvoor deze gemaakt is, zoals het permanent vastleggen van een tekst op de plaats van de hash van de publieke sleutel van de begunstigde van een kleine cryptogeldtransactie.

### België
In België werd in juli 2017 in de haven van Antwerpen een pilotproject opgezet voor de verwerking van containers. Dit systeem wordt sinds begin 2020 ook in productie gebruikt om containers veilig af te halen in de Haven van Antwerpen. Bovendien wordt dit systeem ook in productie getest in de haven van Rotterdam.
De Vlaamse overheid werkt aan de introductie van de blockchaintechnologie.

### Nederland
Om de kansen voor de Nederlandse overheid van de nieuwe technologie vast te stellen, worden sinds 2016 diverse pilots georganiseerd met o.a. het kadaster, de belastingdienst en de Kamer van Koophandel.
Juridische aspecten van een blockchain kunnen onder meer aan de orde zijn als er persoonsgegevens in staan. Gezien de Algemene verordening gegevensbescherming is een open blockchain dan wellicht niet mogelijk, dan wel dienen additionele maatregelen te worden getroffen om de gegevens niet toegankelijk te maken.
De NGO Fairfood International was in 2017 de eerste Nederlandse partij die geblockchaind voedsel verkocht. De organisatie zette 1.000 kokosnoten op de blockchain en maakte met dat pilotproject de productketen volledig inzichtelijk.

### Valuta
- Het Poolse bedrijf Billon gebruikt een blockchain voor fiduciair geld, zonder mining, dat veel meer transacties per seconde aankan dan bitcoin.[27]
- De cryptovaluta IOTA gebruikt in plaats van een blockchain een acyclische gerichte grafische voorstelling, directed acyclic graph DAG, met als knooppunten afzonderlijke transacties, er zijn geen blokken. Een transactie doorgeven gaat gepaard met het controleren van twee willekeurig gegenereerde andere transacties. Er zijn geen kosten verschuldigd. Er is een vast aantal munteenheden en er is geen mining.
- Transacties buiten de blockchain. Soms heeft het voordelen bepaalde transacties niet afzonderlijk in de blockchain te registreren, maar slechts het saldo van meer van deze transacties, niet noodzakelijk tussen dezelfde twee partijen. Dit is het principe van het Lightning Network, dat in ontwikkeling is, en kan ook op een markt worden toegepast, waarbij klanten een rekening-courant van cryptovaluta en fiduciair geld aanhouden.

## Geschiedenis
De eerste die een vorm van cryptogeld ontwierp, die de bitcoin ontwierp, was iemand, of een groep, die onbekend is gebleven, maar die onder het pseudoniem Satoshi Nakamoto werkte. Ethereum is een platform, dat voortdurend aan blockchains rekent. Aan de ontwikkeling van Ethereum hebben onder andere Joseph Lubin en Vitalik Buterin meegewerkt.